# Susanne Hahn (Philosophin)
Susanne Hahn (* 1964 in Mülheim an der Ruhr) ist eine deutsche Philosophin, die für ihre Habilitationsschrift Rationalität. Eine Kartierung im Jahr 2017 den Deutschen Preis für Philosophie und Sozialethik der Max Uwe Redler Stiftung erhielt.

## Beruflicher Werdegang
Mit der Magisterarbeit Eherecht und Ziviljustiz 1933–1936 erwarb Hahn 1992 den Magister Artium an der Universität Essen als Abschluss des Studiums der Neueren Geschichte, Philosophie und Germanistik. Danach arbeitete sie unterstützt von der Graduiertenförderung des Landes Nordrhein-Westfalen in den Jahren 1992–1998 als Doktorandin im Fach Philosophie an den Universitäten Duisburg und Essen, verbunden mit einer Tätigkeit als wissenschaftliche Hilfskraft in den Fächern Politikwissenschaft und Philosophie. Ihre Promotion an der Universität Essen folgte im Jahr 1998 mit der Dissertation Überlegungsgleichgewicht(e) – Prüfung einer Rechtfertigungsmetapher. Diese Arbeit wurde mit dem Universitätspreis der Universität Essen für herausragende Dissertationen ausgezeichnet.
Es folgte von 1998 bis 2000 eine Tätigkeit als Wissenschaftliche Mitarbeiterin im Projekt „Rationierung von Gesundheitsleistungen im liberalen Rechtsstaat – Ethische, ökonomische und institutionelle Aspekte“ unter der Leitung von Hartmut Kliemt. Von 2001 bis 2007 war sie Habilitandin im Habilitationsprojekt zur Analyse von Rationalitätskonzeptionen, gefördert von 2001 bis 2003 durch ein Lise-Meitner-Habilitationsstipendium des Landes Nordrhein-Westfalen. Ihre Habilitation erwarb Hahn im Jahr 2008 an der Heinrich-Heine-Universität Düsseldorf mit der Habilitationsschrift Rationalität – Eine Kartierung. Hiermit erhielt sie die Venia legendi im Fach Philosophie.
Im Wintersemester 2009/2010 arbeitete Hahn als Lehrstuhlvertretung für Praktische Philosophie an der Ruhr-Universität Bochum. Es schloss sich im Sommersemester 2010 die Vertretung von Hartmut Kliemt im Studiengang „Management, Philosophy, Economics“ an der Frankfurt School of Finance and Management an. Vom Wintersemester 2011/2012 bis zum Sommersemester 2012 war sie Wissenschaftliche Mitarbeiterin im DFG-Projekt „Ein Rahmen für die Wirtschaftsethik – Methodische Grundlagen und Regeln“ – mit einer eigenen Stelle an der Frankfurt School of Finance and Management. Es folgte eine Lehrstuhlvertretung für Praktische Philosophie am Institut für Philosophie der TU Dortmund vom Wintersemester 2012/2013 bis zum Sommersemester 2014. Von August 2014 bis September 2015 setzte sie ihr Arbeiten als Wissenschaftliche Mitarbeiterin im DFG-Projekt „Ein Rahmen für die Wirtschaftsethik – Methodische Grundlagen und Regeln“ –  an der Frankfurt School of Finance and Management fort. Im gleichen Projekt arbeitete sie von Januar 2015 bis Januar 2016 als Wissenschaftliche Mitarbeiterin an der Heinrich-Heine-Universität Düsseldorf. Im Dezember 2015 folgte die Ernennung zur außerplanmäßigen Professorin. Von März 2016 bis März 2018 vertrat Hahn eine Professur für Theoretische Philosophie an der Heinrich-Heine-Universität Düsseldorf.

## Arbeitsgebiete
Die Forschungsschwerpunkte von Hahn liegen in den Themenbereichen
- Normativität – Charakterisierung von Normen und Normsystemen, Genese und Rechtfertigung von Normen (Überlegungsgleichgewicht)
- Rationalitätskonzeptionen (klassisch philosophische Rationalitätsverständnisse, spieltheoretische Rationalität, Bounded Rationality), Verortung der Rationalitätsthematik im Gesamtspektrum philosophischer Problemstellungen, insbesondere in der Handlungsphilosophie
- Methoden in der Philosophie – z. B. das Verfahren der Begriffsexplikation (rationale Rekonstruktion) in der Anwendung
- Wirtschaftsethik – Zuschreibung von Verantwortung; Methoden wirtschaftsethischen Argumentierens
- Digitalisierung – erkenntnisphilosophische und ethische Reflexionen

## Schriften
- Zusammen mit Hartmut Kliemt: Wirtschaft ohne Ethik? Eine ökonomisch-philosophische Analyse, Reclam, Stuttgart 2017.
- Rationalität – Eine Kartierung, mentis, Münster 2013.
- Überlegungsgleichgewicht(e) – Prüfung einer Rechtfertigungsmetapher, Alber, Freiburg 2000.